# Liberato Kani
Ricardo Flores Carrasco (Lima, 1993), conocido profesionalmente como Liberato Kani, es un cantante de hip-hop en quechua y compositor. Mediante su trabajo también es un activista cultural de las lenguas indígenas.

## Primeros años
Liberato Kani nació en la ciudad costera de Lima y creció en el distrito de San Juan de Lurigancho. A la edad de 9 años tuvo que mudarse a Apurímac, en la región de los Andes, donde vivió con su abuela paterna debido al fallecimiento de su madre. Viviendo en Apurímac aprendió el quechua, lengua hablada por su familia, y se conectó con diferentes tradiciones y prácticas andinas. A la edad de 13, Flores Carrasco regresó a Lima, donde terminó sus estudios secundarios, estudió en la universidad y comenzó su carrera musical.

## Carrera musical
A los 21 años Flores Carrasco fue parte de un grupo de hip-hop llamado Quinta Rima. Luego se convirtió en solista, adoptando el nombre profesional de Liberato Kani.
En 2016 presentó su primer álbum musical Rimay Pueblo, el cual recibió atención internacional, aunque también fue motivo de críticas debido al estilo fusión de música tradicional andina con ritmo urbanos contemporáneos. Liberato Kani ha ofrecido conciertos en diferentes escenarios en Perú, incluidos el Gran Teatro Nacional, la Feria del Libro de Lima, y el AfueraFest. En 2018 realizó una gira internacional llamada Pawaspay ("despegando" en quechua) en la que visitó España, Estados Unidos, Chile y Cuba. En 2021 lanzó su segundo álbum de nombre Pawaspay.